# Tour du Haut-Var 2013
Il Tour du Haut-Var 2013, quarantacinquesima edizione della corsa e valida come evento del circuito UCI Europe Tour 2013 categoria 2.1, quinta edizione come corsa tappe. Si svolse in due tappe dal 16 al 17 febbraio 2013, su un percorso di circa 359,5 km, con partenza da Le Cannet-des-Maures ed arrivo a Draguignan. Fu vinto dal francese Arthur Vichot che terminò la gara con il tempo di 9h00'28", alla media di 39,9 km/h.
Al traguardo di Draguignan 99 ciclisti conclusero il tour.

## Tappe
| Tappa  | Data        | Percorso                               | km    | Vincitore di tappa | Leader cl. generale |
| ------ | ----------- | -------------------------------------- | ----- | ------------------ | ------------------- |
| 1ª     | 16 febbraio | Le Cannet-des-Maures > La Croix-Valmer | 152,5 | Thor Hushovd       | Thor Hushovd        |
| 2ª     | 17 febbraio | Draguignan > Draguignan                | 207   | Lars Boom          | Arthur Vichot       |
| Totale | Totale      | Totale                                 | 359,5 |                    |                     |

## Squadre e corridori partecipanti
| N.    | Cod. | Squadra                 |
| ----- | ---- | ----------------------- |
| 1-8   | SOJ  | Sojasun                 |
| 11-18 | MOV  | Movistar Team           |
| 21-28 | BMC  | BMC Racing Team         |
| 31-38 | RLT  | RadioShack-Leopard      |
| 41-48 | GRS  | Garmin-Sharp            |
| 51-58 | BLA  | Blanco Pro Cycling Team |
| 61-68 | TST  | Team Saxo-Tinkoff       |
| 71-78 | ALM  | AG2R La Mondiale        |
| 81-88 | FDJ  | FDJ                     |
| 91-98 | ARG  | Team Argos-Shimano      |

| N.      | Cod. | Squadra                      |
| ------- | ---- | ---------------------------- |
| 101-108 | COF  | Cofidis, Solutions Crédits   |
| 111-118 | EUC  | Team Europcar                |
| 121-128 | BSE  | Bretagne-Séché Environnement |
| 131-138 | IAM  | IAM Cycling                  |
| 141-148 | LPM  | La Pomme Marseille           |
| 151-158 | BIG  | BigMat-Auber 93              |
| 161-168 | RLM  | Roubaix-Lille Métropole      |
| 171-178 | RAL  | Team Raleigh                 |
| 181-188 | WIL  | Vérandas Willems             |
| 191-198 | AJW  | Accent.jobs-Wanty            |

## Dettagli delle tappe

### 1ª tappa
- 16 febbraio: Le Cannet-des-Maures > La Croix-Valmer – 152,5 km

Risultati
| Pos. | Corridore         | Squadra | Tempo    |
| ---- | ----------------- | ------- | -------- |
| 1    | Thor Hushovd      | BMC     | 3h42'22" |
| 2    | Tom-Jelte Slagter | Blanco  | s.t.     |
| 3    | Arthur Vichot     | FDJ     | s.t.     |

| Pos. | Corridore         | Squadra | Tempo    |
| ---- | ----------------- | ------- | -------- |
| 1    | Thor Hushovd      | BMC     | 3h42'22" |
| 2    | Tom-Jelte Slagter | Blanco  | s.t.     |
| 3    | Arthur Vichot     | FDJ     | s.t.     |

### 2ª tappa
- 17 febbraio: Draguignan > Draguignan – 207 km

Risultati
| Pos. | Corridore     | Squadra | Tempo    |
| ---- | ------------- | ------- | -------- |
| 1    | Lars Boom     | Blanco  | 5h18'06" |
| 2    | Arthur Vichot | FDJ     | s.t.     |
| 3    | Daniel Oss    | BMC     | s.t.     |

| Pos. | Corridore       | Squadra | Tempo    |
| ---- | --------------- | ------- | -------- |
| 1    | Arthur Vichot   | FDJ     | 9h00'28" |
| 2    | Lars Boom       | Blanco  | s.t.     |
| 3    | Laurens ten Dam | Blanco  | s.t.     |

## Classifiche finali

### Classifica generale
| Pos. | Corridore        | Squadra       | Tempo    |
| ---- | ---------------- | ------------- | -------- |
| 1    | Arthur Vichot    | FDJ           | 9h00'28" |
| 2    | Lars Boom        | Blanco        | s.t.     |
| 3    | Laurens ten Dam  | Blanco        | s.t.     |
| 4    | Pierrick Fédrigo | FDJ           | a 4"     |
| 5    | Thor Hushovd     | BMC           | a 14"    |
| 6    | Samuel Dumoulin  | AG2R La Mond. | s.t.     |
| 7    | Egoitz García    | Cofidis       | s.t.     |
| 8    | Justin Jules     | La Pomme Mar. | s.t.     |
| 9    | Julien Simon     | Sojasun       | s.t.     |
| 10   | Mathieu Drujon   | BigMat-Auber  | s.t.     |

### Classifica a punti
| Pos. | Corridore       | Squadra       | Tempo |
| ---- | --------------- | ------------- | ----- |
| 1    | Arthur Vichot   | FDJ           | 36    |
| 2    | Thor Hushovd    | BMC           | 35    |
| 3    | Lars Boom       | Blanco        | 25    |
| 4    | Daniel Oss      | BMC           | 24    |
| 5    | Samuel Dumoulin | AG2R La Mond. | 23    |

### Classifica scalatori
| Pos. | Corridore        | Squadra    | Tempo |
| ---- | ---------------- | ---------- | ----- |
| 1    | Laurent Didier   | RadioShack | 39    |
| 2    | Lars Boom        | Blanco     | 16    |
| 3    | Pierrick Fédrigo | FDJ        | 10    |
| 4    | Laurens ten Dam  | Blanco     | 8     |
| 5    | Arthur Vichot    | FDJ        | 8     |

### Classifica giovani
| Pos. | Corridore         | Squadra       | Tempo    |
| ---- | ----------------- | ------------- | -------- |
| 1    | Arthur Vichot     | FDJ           | 9h00'28" |
| 2    | Romain Bardet     | AG2R La Mond. | a 14"    |
| 3    | Alexis Vuillermoz | Sojasun       | s.t.     |
| 4    | Tom-Jelte Slagter | Blanco        | s.t.     |
| 5    | Rudy Molard       | Cofidis       | s.t.     |

### Classifica a squadre
| Pos. | Squadra                 | Tempo     |
| ---- | ----------------------- | --------- |
| 1    | Blanco Pro Cycling Team | 27h01'38" |
| 2    | FDJ                     | a 4"      |
| 3    | BMC Racing Team         | a 14"     |
| 4    | AG2R La Mondiale        | a 28"     |
| 5    | Sojasun                 | s.t.      |